# Estadio Moulay Abdellah
El estadio Príncipe Moulay Abdellah (en árabe:  ستاد مولاي عبدالله ), es un estadio multiusos ubicado en Rabat, Marruecos. Fue inaugurado en 1983 y tenía una capacidad para 53 300 espectadores. 
En el estadio jugaron sus partidos los clubes FAR Rabat, y sirvió también en ocasiones de sede para juegos de la selección de fútbol de Marruecos.

## Historia
Fue construido en 1983 y fue el estadio del AS FAR. Se utilizaba principalmente para partidos de fútbol. También albergaba competiciones de atletismo. El estadio tenía capacidad para alrededor de 50.000 espectadores. 
El primer partido celebrado en este estadio fue entre la selección marroquí y el París Saint-Germain en 1983. El partido terminó con victoria por 2-0 para la selección marroquí, con ambos goles marcados por el exjugador internacional Mustapha El Haddaoui. 
Fue una de las dos sedes que albergó la Copa Africana de Naciones 1988. De 2008 a 2023, albergó el Encuentro Internacional Mohammed VI de Atletismo de Rabat. El Estadio Príncipe Moulay Abdellah también fue sede de la Copa Mundial de Clubes de la FIFA 2014. 
Además, fue sede confirmada de la Copa Africana de Naciones de 2015 hasta que Marruecos fue despojado de su derecho de organización. Marruecos solicitó el aplazamiento de la Copa Africana de Naciones debido al temor a la pandemia de ébola que afectaba a varios países africanos en ese momento. El país fue entonces descartado como sede de la competición internacional.
También se utilizó como sede de las ceremonias de apertura y clausura de los Juegos Panafricanos de 2019 después de que Malabo, Guinea Ecuatorial, fuera retirada de sus derechos para albergar los Juegos Africanos.
En 2022 fue una de las sedes de la Copa Africana de Naciones Femenina 2022 y sede de la Supercopa de la CAF 2022, además, fue una de las dos sedes que albergó el Mundial de Clubes 2022 y fue sede de la final donde el Real Madrid vencería 5-3 al Al Hilal.

### Reconstrucción
Actualmente se está construyendo un nuevo estadio en el mismo lugar, que será una de las sedes de la Copa Africana de Naciones 2025, tras la desposesión de Guinea de sus derechos de sede. También está previsto que el nuevo recinto sea uno de los estadios anfitriones de la Copa Mundial de la FIFA de 2030, donde Marruecos será sede junto con Portugal y España.

## Galería

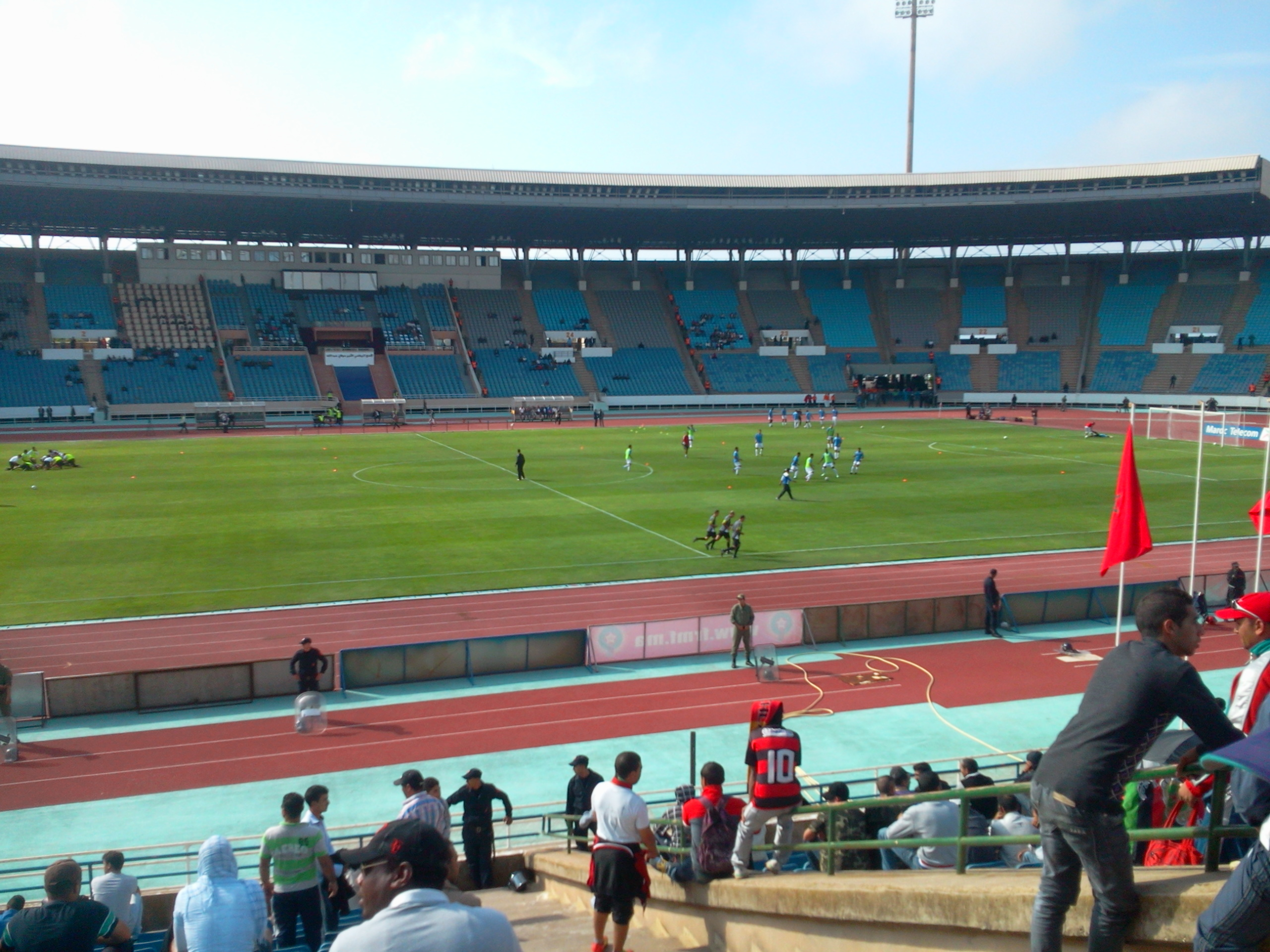
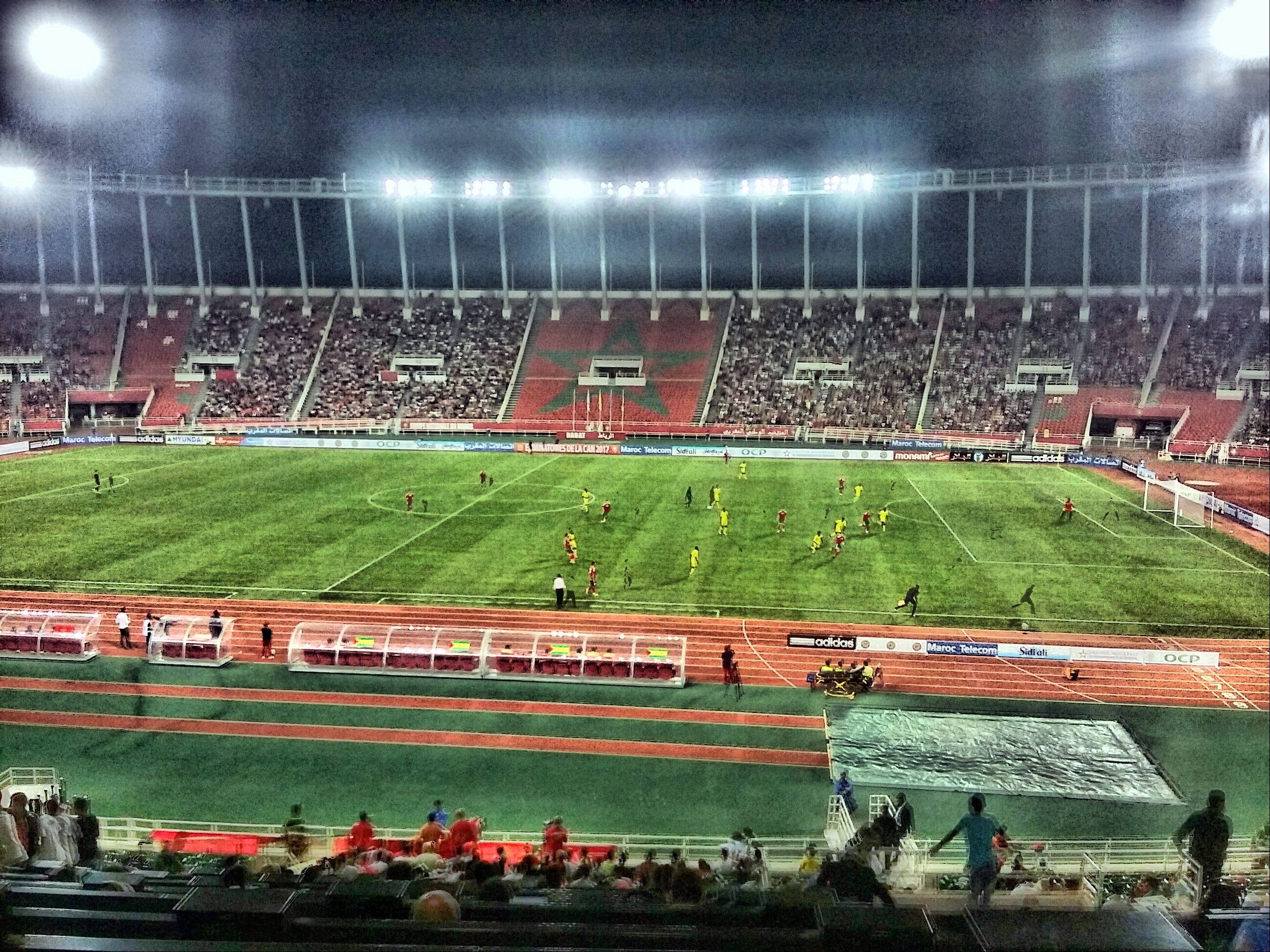
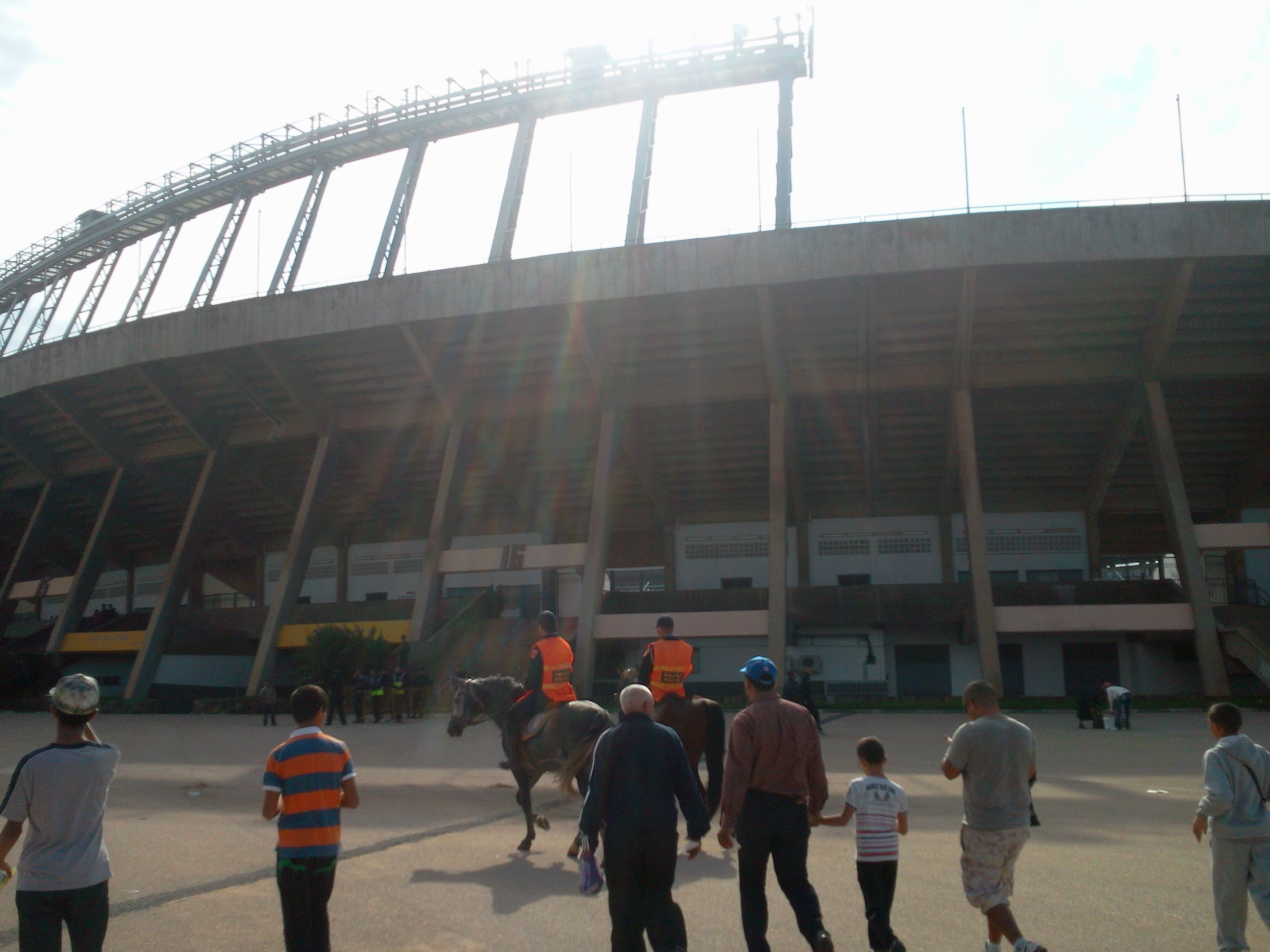